# Waraqa ibn Nawfal
Waraqa ibn Nawfal ibn Asad ibn ‘Abd al-‘Uzza (in arabo ورقة بن ﻧﻮﻓﻞ ﺑﻦ ﺍﺳﺪ ﺑﻦ ﻋﺒﺪ ﺍﻟﻌﺰى‎?, Waraqa ibn Nawfal ibn Asad ibn ʿAbd al-ʿUzzā) (... – 610) era il cugino da parte di padre di Khadīja bint Khuwaylid, la prima moglie del profeta dell'Islam Maometto fintanto che ella visse.
Il suo ruolo fu di non piccola importanza nel periodo della prima Rivelazione che Maometto asseriva di aver ricevuto quando era in ritiro spirituale ( tahannuth ) in una caverna del monte Hira, nei pressi immediati di Mecca.
Suo cugino infatti si confermò nell'idea che il marito aveva avuto un'esperienza autenticamente teopatica quando gli espose l'accaduto. Waraqa, infatti, era assai stimato come uomo di profonda dirittura morale e retto intendimento nell'ambiente meccano. Di lui si diceva fosse cristiano o, comunque, un monoteista ( ḥanīf ).
Il suo parere fornito al cugino, secondo il quale Maometto era stato in qualche modo prescelto da Dio, iscrive pertanto la sua figura fra i vari uomini che avrebbero colto in lui il carisma profetico prima che esso potesse manifestarsi appieno, al pari del monaco cristiano Bahira che si disse aveva scorto fra le scapole di un giovane Maometto (in viaggio con lo zio Abū Tālib alla volta della Siria) il segno dimostratore - una sorta di neo a rilievo - del futuro profetico riservato a chi lo portava.
Waraqa morì prima della morte nel 632 di Maometto e alcune fonti lo pongono, a prescindere dalla sua fede, nella categoria "eletta" dei Compagni di Maometto.